# Gustav von Steinsdorff
Bogislav Heinrich Gustav von Steinsdorff, auch Gustav Heinrich Bogislav III. von Steinsdorff, (* 15. Mai 1825 in Nauen; † 22. Dezember 1897 in Kassel) war preußischer Generalmajor und zuletzt Kommandeur der 17. Infanteriebrigade.

## Leben

### Herkunft
Seine Eltern waren Theodor (Theodor Friedrich Ludwig August Heinrich) von Steinsdorff (* 1777; † 1838) und dessen Ehefrau Johanna Marie Auguste, geb. Kraemer (* 1796; † 1882) auch Krämer, aus Berlin. Sein Vater war preußischer Major a. D. und zuletzt Platzmajor in Torgau. Sein Großvater Bogislav II. Heinrich von Steinsdorff war Gutsbesitzer und kgl. preuß. Leutnant.

### Werdegang
Er erhielt seine Schulbildung auf der Stadtschule in Nauen. Anschließend wurde er am 3. September 1837 Kadett in Potsdam und kam dann am 9. August 1839 als Kadett nach Berlin. Von dort wurde er am 9. Februar 1842 als Seconde-Lieutenant mit Patent zum 27. Oktober 1842 in das 29. Infanterieregiment versetzt. Vom 1. April 1847 bis zum 31. März 1848 war er in das 8. Kombiniert Reservebataillon abkommandiert. Anschließend wurde er am 10. Oktober 1850 in die Allgemeine Kriegsschule abkommandiert. Danach war er vom 19. November 1850 bis zum 23. Januar 1853 in der 30. Infanteriebrigade eingesetzt, in dieser Zeit wurde er am 24. Februar 1861 wieder in die Allgemeine Kriegsschule abkommandiert. Nach seiner Rückkehr wurde er zum Regimentsadjutanten ernannt und am 10. November 1855 zum Premier-Lieutenant befördert. Danach war er vom 26. Mai 1856 bis zum 28. Februar 1859 in die Topographische Abteilung des Großen Generalstabs abkommandiert. Nach seiner Rückkehr wurde er am 12. März 1859 zum Hauptmann befördert und am 6. September 1859 als Lehrer in die Kriegsschule nach Erfurt versetzt, dazu wurde er à la suite des 29. Infanterieregiments gestellt. Am 4. September 1860 kam er dann als Kompaniechef in das 29. Infanterieregiment zurück, am 23. Oktober 1863 wurde er in das 69. Infanterieregiment versetzt.
Während des Deutschen Krieges von 1866 kämpfte er bei Münchengrätz und Königgrätz. Danach wurde er am 30. Oktober 1866 als Major in das neu übernommene 87. Infanterieregiment versetzt. Anschließend kam er am 16. März 1869 als Kommandeur des II. Bataillons in das 19. Infanterieregiment.
Während des Deutsch-Französischen Krieges nahm er an den Belagerungen von Metz, Peronne und Mezieres teil. Ferner kämpfte er bei Noisseville, Bapaume, St. Quentin sowie den Gefechten bei Chieulles, Rupigny und Believue. Dafür erhielt er am 19. Oktober 1870 das Eiserne Kreuz 2. Klasse und am 5. April 1871 das Eiserne Kreuz 1. Klasse.
Nach dem Krieg wurde er am 18. August 1871 zum Oberstleutnant befördert und am 23. Mai 1873 als Kommandeur in das 36. Infanterieregiment versetzt. Am 2. September 1873 wurde er zum Oberst befördert. Er wurde am 1. November 1879 als Kommandeur in die 17. Infanteriebrigade versetzt und dazu zugleich zum Generalmajor ernannt. Er erhielt noch am 23. Januar 1881 den Roten Adlerorden 2. Klasse mit Eichenlaub und wurde dann am 23. Mai 1882 mit Pension zur Disposition gestellt. Zudem wurde ihm der Stern zum Roten Adlerorden verliehen. Er starb am 22. Dezember 1897 in Kassel.

### Familie
Steinsdorff heiratete am 20. November 1857 in Coburg die Wilhelmine Freiin von Lepel (* 14. März 1832; † 4. März 1923), eine Tochter des Freiherren Georg Ferdinand von Lepel. Das Paar hatte fünf Kinder:
- Elisabeth (* 12. Dezember 1858; † 8. September 1895), lebte zuletzt in Kassel
- Georg (* 11. Juli 1860; † 10. Oktober 1930), Gärtner, verheiratet, Nachfahren
- Louise (Lulu) (* 23. August 1862; † 19. April 1945), Stiftsdame d. Adel. Fräuleinstift Joachimstein Oberlausitz
- Karoline (* 11. September 1864; † 12. Mai 1949), Stiftsdam Obernkirchen, Malerin
- Fritz (* 2. Oktober 1868; † 15. September 1914), kgl. preuß. Major, verheiratet mit Gertrud Baath, Tochter d. Eduard Baath, Nachfahren